# 金·迪尤尔
金·迪尤尔（英語：Kim Dewar，？—），新西兰女子游泳运动员，主攻自由泳。她曾代表新西兰参加1982年英联邦运动会游泳比赛，获得女子4×100米自由泳接力铜牌。